# Urkovići
Urkovići är ett samhälle i Bosnien och Hercegovina.   Det ligger i entiteten Republika Srpska, i den östra delen av landet, 80 km nordost om huvudstaden Sarajevo. Urkovići ligger 393 meter över havet och antalet invånare är 531.
Terrängen runt Urkovići är kuperad. Närmaste större samhälle är Milići, 8,3 km sydväst om Urkovići.
I omgivningarna runt Urkovići växer i huvudsak lövfällande lövskog. Runt Urkovići är det ganska tätbefolkat, med 67 invånare per kvadratkilometer.